# Gazaupouy
Gazaupouy är en kommun i departementet Gers i regionen Occitanien i sydvästra Frankrike. Kommunen ligger i kantonen Condom som tillhör arrondissementet Condom. År 2022 hade Gazaupouy 245 invånare.

## Befolkningsutveckling
Antalet invånare i kommunen Gazaupouy
Referens:INSEE